# Oxytropis ningxiaensis
Oxytropis ningxiaensis är en ärtväxtart som beskrevs av C.W.Chang. Oxytropis ningxiaensis ingår i släktet klovedlar, och familjen ärtväxter. Inga underarter finns listade i Catalogue of Life.